# Corsarul (operă)
 Corsarul  (titlul original: în italiană Il corsaro) este o operă (melodramă tragică) în 3 acte de Giuseppe Verdi, după un libret de Francesco Maria Piave (bazat pe drama „The Corsair” de Lordului Byron).
Premiera operei a avut loc la Teatro Grande din Triest, în ziua de 25 octombrie 1848.
Durata operei: cca 2 ore. 
Locul și perioada de desfășurare a acțiunii: Marea Egee, în secolul al XVI-lea.

## Personajele principale
- Corrado, căpitanul corsarilor (tenor)
- Medora, iubita sa (soprană)
- Seid, pașă din Coron (bariton)
- Gulnara, sclava preferată a lui Seid (soprană)
- Giovanni, un corsar (bas)
- Aga Selimo (tenor)
- corsari, marinari și războinici turci, odalisce, gărzi, eunuci, sclavi[1]